# اوک بیچ-کپتری (نیویورک)
اوک بیچ-کپتری (به انگلیسی: Oak Beach–Captree) یک منطقهٔ مسکونی در ایالات متحده آمریکا است که در شهرستان سافک، نیویورک واقع شده‌است. اوک بیچ-کپتری ۹٫۵ کیلومتر مربع مساحت و ۲۸۶ نفر جمعیت دارد و ۱٫۸۳ متر بالاتر از سطح دریا واقع شده‌است.